# Indian Wells, Arizona
Indian Wells je naseljeno područje za statističke svrhe u američkoj saveznoj državi Arizona. Prema popisu stanovništva iz 2010. u njemu je živjelo 255 stanovnika.